# Chusquea culeou
La canya coligüe (Chusquea culeou) és una espècie de bambú, del gènere Chusquea  de la família de les poàcies, ordre de les poals, subclasse de les commelínides, classe de les liliòpsides, divisió dels magnoliofitins.
Creix en zones humides dels boscos temperats de les muntanyes de Xile i l'Argentina. Les seves fulles estan cobertes de pèls i amb una petita espina en la punta. La seva flor és una panícula de color castany i el seu fruit una cariopsi. Després de florir i produir llavor, la planta mor. Les seves canyes són rectes, de fins a sis metres d'alçada, i van ser utilitzades pels indígenes per a construir les seves llances i els maputxes les segueixen usant per a fer l'instrument musical anomenat trutruca.